# Зінов'єв Петро Олександрович
Зінов'єв Петро Олександрович (нар. 22 серпня 1903 — пом. 22 червня 1976) — радянський, український кінорежисер, актор. Нагороджений медалями. Був членом Спілки кінематографістів України.
Народився в с. Троїцькому Оренбурзької області в робітничій родині. Навчався в 4-й студії Московського художнього театру (1921—1922). Закінчив Державний інститут кінематографії в Москві (1927).
Працював на Московській кінофабриці Держкіно (1925—1936), Московській студії науково-популярних фільмів «Мостехфільм» (1936—1941).
З 1941 р. — режисер Київської студії науково-популярних фільмів.

## Фільмографія
Створив стрічки
- «Без помилки» (1935),
- «Лижники в горах»,
- «Черевний тиф» (1942),
- «Перевозка бронетанкових військ» (1943),
- «Техніка безпеки на річкових портах»,
- «Щасливе дитинство» (1944),
- «Відбудова мостів» (1946),
- «Овочі на Україні»,
- «Агроном-новатор»,
- «Ніжинський 12» (1948),
- «Облік у колгоспі» (1949),
- «В гостях у колгоспі» (1950),
- «Олександр Гіталов» (1952),
- «Гібридизація кукурудзи» (1952),
- «Я буду пам'ятати»,
- «Комбайн Донбас» (1954),
- «Бережіть птицю»,
- «Коксохімічне виробництво»,
- «Академік Іванов» (1955),
- «Індустріальні методи електромонтажу» (1956),
- «Ми їдемо до Криму» (1957),
- «Бригада Миколи Мамая» (1958),
- «Атом допомагає нам» (1958. Третя премія на II Всесоюзному кінофестивалі, 1959, Київ; Премія та диплом на Міжнародному фестивалі науково-популярних творів в Англії, Венеції, Падуї, 1959),
- «Правила попередження зіткнення суден у морі» (1959),
- «В Інституті електрозварювання ім. Є. О. Патона» (1960) та ін.